# Unipol Domus
Unipol Domus, do roku 2021 Sardegna Arena, je fotbalový stadion v Cagliari v Itálii. Je dočasným domácím stadionem italského fotbalového klubu Cagliari Calcio, který zde hraje své domácí zápasy od sezony 2017/18. Stadion má kapacitu 16 416 diváků.
Stadion byl narychlo postaven roku 2017, kdy se vedení klubu rozhodlo zbourat stávající stadion Stadio Sant'Elia za účelem vybudování stadionu nového. Práce na něm by měly být dokončeny v roce 2025.